# Edvards Pavlovskis

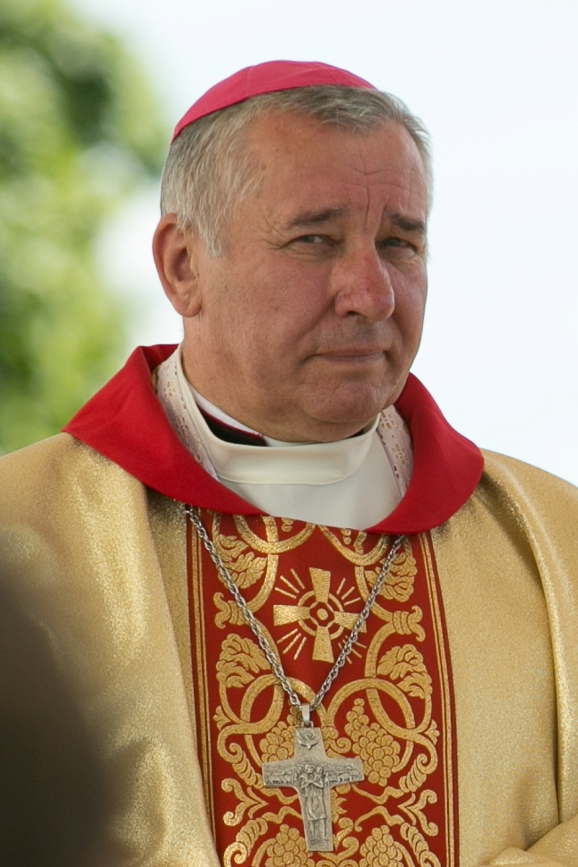
Edvards Pavlovskis

Bischofswappen von Edvards Pavlovskis

Edvards Pavlovskis (* 30. August 1950 in Beresņi, heute Dagda novads, Lettische SSR) ist ein lettischer Geistlicher und emeritierter römisch-katholischer Bischof von Jelgava.

## Leben
Edvards Pavlovskis empfing am 25. Mai 1975 durch den Weihbischof in Riga, Valerijans Zondaks, das Sakrament der Priesterweihe für das Erzbistum Riga.
Am 22. Juli 2011 ernannte ihn Papst Benedikt XVI. zum Bischof von Jelgava. Der emeritierte Bischof von Jelgava, Antons Justs, spendete ihm am 10. September desselben Jahres die Bischofsweihe; Mitkonsekratoren waren der Erzbischof von Riga, Zbigņevs Stankevičs, und der emeritierte Erzbischof von Riga, Jānis Kardinal Pujats. Ab dem 20. Juni 2012 war Edvards Pavlovskis zudem Apostolischer Administrator des Bistums Liepāja. Dies blieb er bis zur Bischofsweihe von Viktors Stulpins am 7. September 2013.
Papst Franziskus nahm am 5. Januar 2025 seinen vorzeitigen Rücktritt an.